# Biblioteca de Fulleda
La Biblioteca de Fulleda és una obra del municipi de Fulleda (Garrigues) inclosa en l'Inventari del Patrimoni Arquitectònic de Catalunya.

## Descripció
Edifici situat a la cantonada del carrer del Forn amb el carrer de la Costa. És de construcció sòlida, de grans carreus sense desbastar de diverses mides que li donen un aspecte rústic. Els carreus dels llocs destacats (marcs obertures, cantonades) són de majors dimensions i ben escairats. Les obertures estan disposades de forma aleatòria donant cert ritme al mur.
S'estructura en una planta baixa on hi ha la biblioteca municipal i un pis superior amb dependències municipals. La coberta és d'una sola vessant de teula àrab, seguint en part la inclinació del carrer. El seu interior conserva el vell forn i algunes de les eines de l'ofici a la planta baixa. Prop del forn una placa commemora la inauguració del centre el 8 de març de 1987, en qualitat de Centre de Lectura. Té una capacitat per una vintena de lectors i un nombre aproximat de 1000 volums. Les instal·lacions es complementen amb una sala d'ordinadors amb connexió a internet a disposició dels usuaris.